# Spoorlijn Køge - Fakse
De Spoorlijn Køge - Fakse (Deens: Østbanen) is een spoorlijn tussen Køge en Fakse op het eiland Seeland in Denemarken.

## Geschiedenis
De eerste spoorlijn in het zuiden van Seeland werd aangelegd tussen 1862 en 1864 tussen een kalksteengroeve bij Fakse en Fakse Ladeplads. In 1864 werd deze smalspoorlijn met een spoorwijdte van 791 in gebruik genomen door de Faxe Jernbane (FJ) voor het vervoer van kalk tussen de groeve en de haven.
Na het grote succes van deze spoorlijn, besloot men om de kalksteengroeve ook met het binnenlandse spoorwegnet te verbinden. In 1870 was reeds een spoorlijn van Kopenhagen via Roskilde, Køge en Næstved naar Vordingborg geopend. Na onderzoek bleek een aansluiting op deze spoorlijn bij Tureby het kortst en goedkoopst in aanleg te zijn. Later werden de plannen tot de aansluiting gewijzigd in Køge, en met een zijlijn van Hårlev naar Store Heddinge, mogelijk verlengd tot Rødvig. De concessie tot de aanleg van deze spoorlijnen werd op 24 mei 1875 verleend aan Østsjællandske Jernbaneselskab (ØSJS) en zou op 1 oktober 1877 geopend worden. Door problemen met de financiering van de aanleg werd de aanleg en opening uitgesteld. Pas op 15 mei 1878 werd met de aanleg begonnen. De nieuwe openingsdatum werd vastgesteld op 1 mei 1879, maar werd wederom uitgesteld. De zijtak naar Store Heddinge werd verlengd naar Rødvig. Omdat het bij het eindpunt in Fakse niet mogelijk was een watervoorziening te treffen, werd de lijn doorgetrokken naar Stubberup. Op 1 oktober 1879 werden beide lijnen door de ØSJS geopend. Ondanks dat het eindpunt in Stubberup slechts enkele meters van de smalspoorlijn van Faxe Jernbane verwijderd lag, was er geen aansluiting.
Voor de verbinding van de kalksteengroeve met het binnenland van Seeland werd tussen 1877 en 1880 ook een spoorverbinding tussen de groeve en het station van Fakse van de ØSJS gebouwd, waar ook een kalkoven was gepland. De kalkoven werd echter niet bij het ØSJS station van Fakse gebouwd, maar tussen de sporen van de ØSJS en FJ in Stubberup. Het niet gebruikte verbindingsspoor naar Fakse werd in 1910 opgebroken.
Door de bouw van een kalkoven in Stubberup ontstond er ook behoefte aan een aansluiting tussen beide spoorwegen. Ook wilde ØSJS goederen naar de haven in Fakse Ladeplads kunnen vervoeren. Omdat het spoorwegnet van de ØSJS normaalsporig was, en de FJ op smalspoor reed, werd de spoorlijn tussen Stubberup en Fakse Ladeplads voorzien van een derde rail, zodat hier zowel normaalspoor- als smalspoormaterieel kon rijden, soms ook gecombineerd in één trein. Vooralsnog dienden doorgaande reizigers in Stubberup over te stappen. Vanaf 1904 reed er een door de FJ aangeschaft doorgaand rijtuig tussen Køge en Fakse Ladeplads. In 1927 werd het reizigersverkeer tussen Stubberup en Fakse Ladeplads door de ØSJS overgenomen, waarna er doorgaande treinen tussen Køge en Fakse Ladeplads werden ingezet. De FJ richtte zich volledig op het vervoer van kalk tussen de kalksteengroeve en Stubberup en Fakse Ladeplads.
Na een fusie tussen de ØSJS en FJ in 1977 werd het kalkvervoer door de ØSJS nog voortgezet tot 1982, waarna het vervoer door vrachtwagens werd overgenomen. In de jaren hierna werd het smalspoor opgebroken en resteert het normaalspoor tussen Køge en Fakse Ladeplads en tussen Hårlev en Rødvik.
In 1952 schreef de ØSJS een prijsvraag uit om de drie takken van de spoorlijnen een naam te geven. Uit de 1800 inzendingen werden de volgende namen gekozen: het traject Køge-Hårlev kreeg de naam Klintekongen, Hårlev-Fakse kreeg de naam Rollo en Hårlev-Rødvig kreeg de naam Østersøen. Deze namen werden aanvankelijk zowel door de ØSJS als door het publiek gebruikt. Na enige tijd raakten de namen toch in onbruik en werden ze afgeschaft.

## Huidige toestand
Vanaf 2001 werden plannen gemaakt om een aantal private spoorlijnen op Seeland onder te brengen bij de Hovedstadens Udviklingsråd (HUR), een organisatie die het lokale busvervoer in Seeland beheerde. In mei 2002 werden twee nieuwe maatschappijen opgericht, waarin de meeste private spoorwegmaatschappijen op Seeland fuseerden. De infrastructuur en het materieel werden ondergebracht bij Hovedstadens Lokalbaner (HL), de exploitatie werd verzorgd door Lokalbanen (LB).
Qua gebied ligt de Østbanen buiten het gebied van Hovedstadens Lokalbaner.
Met de fusie op 1 januari 2009 tussen Vestsjællands Lokalbaner en Lollandsbanen in Regionstog, werd ook het beheer van de infrastructuur en de exploitatie van de Østbanen in Regionstog opgenomen.
In 2009 werd het station Egøje als wisselplaats opnieuw ingericht. Ook de spoorwegovergang werd vervangen.

## Foto's

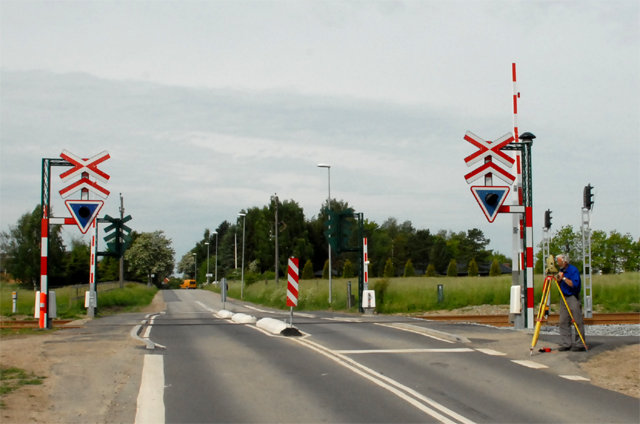
Overweg bij de vernieuwde halte Egøje
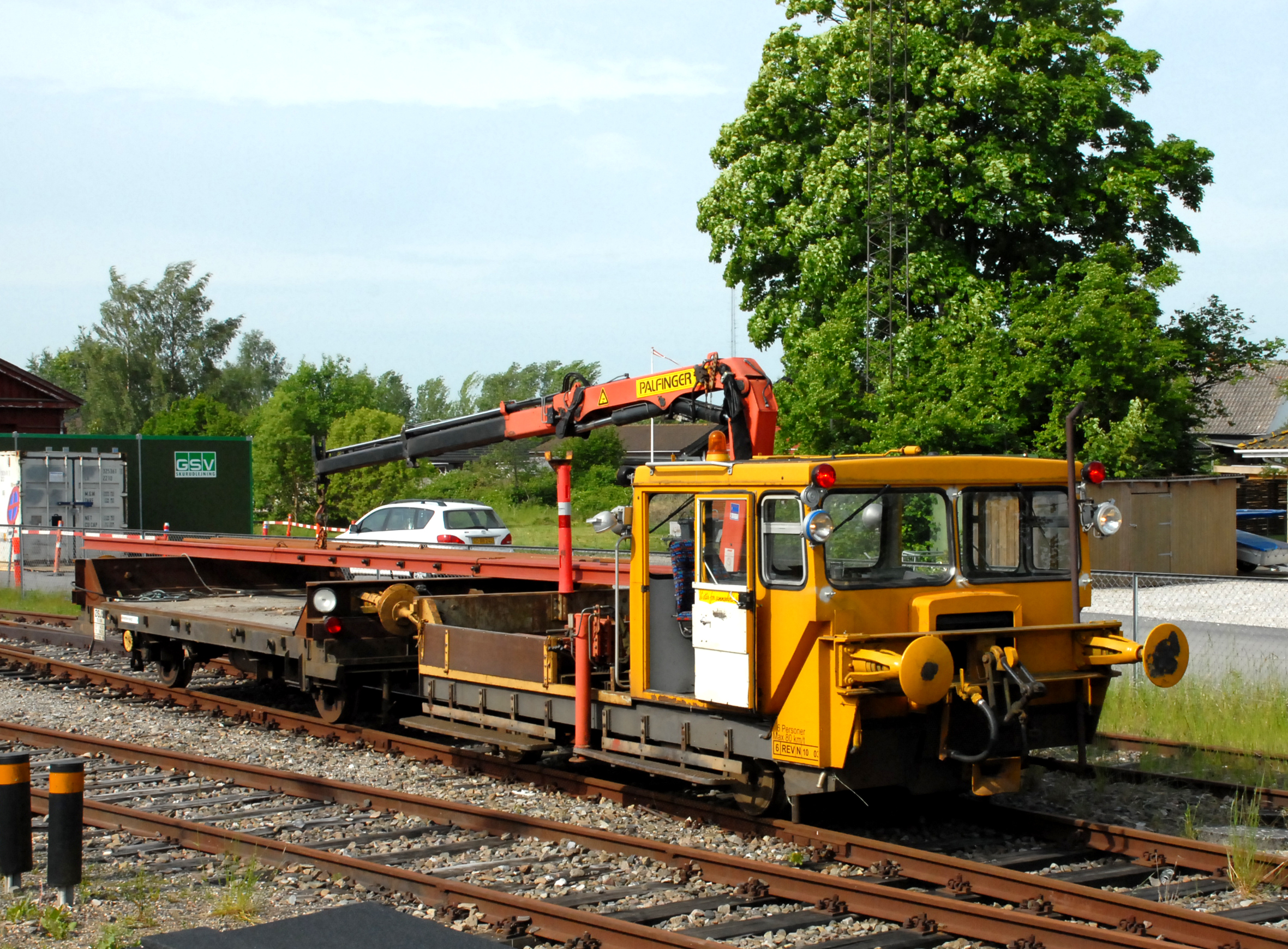
Dienst motorrijtuig en bijwagen te Hårlev tijdens het vervangen van een wissel.